# Йодирование
Йодирование — процесс добавления иода в пищевые продукты или воду с целью обеспечения достаточного потребления йода человеком. Йод является важным микроэлементом, необходимым для нормального функционирования щитовидной железы, которая отвечает за выработку гормонов, контролирующих метаболизм и рост.
Дефицит йода может привести к различным заболеваниям, включая зоб (увеличение щитовидной железы), гипотиреоз (недостаточная активность щитовидной железы) и проблемы с психофизическим развитием, особенно у детей.
Чтобы предотвратить дефицит йода, многие страны проводят программы йодирования соли. В ходе этого процесса, йод добавляется в обычную поваренную соль, что позволяет людям получать достаточное количество йода через свою ежедневную диету. Йодированная соль широко доступна в магазинах и используется при приготовлении пищи.
Также йодирование может проводиться в воде, молоке, хлебе и других пищевых продуктах. Целью йодирования является обеспечение адекватного потребления йода населением и предотвращение дефицитных состояний, связанных с недостатком этого микроэлемента.

## Применение
В химической промышленности йодирование может быть использовано для добавления йода в различные химические соединения или реакции.
Вот некоторые примеры конкретных видов йодирования:
1. Йодированная соль: йод добавляется в обычную поваренную соль с целью обеспечения адекватного потребления йода людьми. Это является одним из наиболее распространенных методов предотвращения дефицита йода и связанных с ним заболеваний, таких как зоб или гипотиреоз.
2. Йодированное масло: некоторые масла могут быть обогащены йодом, что позволяет улучшить потребление этого микроэлемента через пищу.
3. Йодированная вода: в некоторых регионах, где вода может быть низкой по содержанию йода, йодирование может применяться для обогащения воды этим микроэлементом. Такая вода может быть использована для питья и приготовления пищи.
4. Йодированные лекарственные препараты: йод может быть добавлен в различные лекарственные препараты для лечения или профилактики заболеваний, связанных с дефицитом йода. Например, йодированные препараты могут использоваться для лечения щитовидной железы или в качестве антисептических средств.
5. Йодированные продукты для животных: йодирование может быть применено для обеспечения достаточного потребления йода у животных через их корм.

В каждом из этих случаев йодирование выполняется с целью обеспечить адекватный уровень йода в продуктах или веществах, чтобы удовлетворить потребности организма или достичь специфической цели в соответствующей области.

## Примечание
- https://www.unicef.org/turkmenistan/ru/Пресс-релизы/ежегодно-около-19-миллионов-новорожденных-подвергаются-риску-поражения-мозга-из-за UNICEF
- https://www.kommersant.ru/doc/3495591 ВОЗ просит российские власти принять закон о тотальном йодировании соли
- https://www.cet-endojournals.ru/jour/article/view/6889О рекомендациях ВОЗ «Обогащение пищевой соли йодом для профилактики заболеваний, вызванных дефицитом йодом»
- https://apps.who.int/iris/handle/10665/365527  Всеобщее йодирование соли и снижение потребления натрия: взаимодополняющие и экономически эффективные стратегии, дающие ряд преимуществ в сфере охраны общественного здоровья